# SAI Ambrosini S.S.4
Il SAI Ambrosini S.S.4 fu un prototipo di caccia italiano, sviluppato nei tardi anni trenta, ma mai entrato in produzione di serie. Il progetto era all'avanguardia per l'epoca, caratterizzato da alette canard e con il motore in configurazione spingente. Anche se era inteso come intercettore, l'S.S.4 non entrò mai in servizio a causa della valutazione negativa della Regia Aeronautica che ritenne il velivolo troppo poco maturo per l'impiego operativo.

## Storia del progetto
La designazione dell'S.S.4 deriva dalle iniziali di Sergio Stefanutti, il progettista dell'aereo. Stefanutti era un ufficiale ingegnere del Genio Aeronautico che focalizzò molta della sua attenzione sull'efficienza aerodinamica per ottimizzare le prestazioni. La SAI (Società Aeronautica Italiana)-Ambrosini era una società di produzione di velivoli con sede a Passignano sul Trasimeno in Umbria.

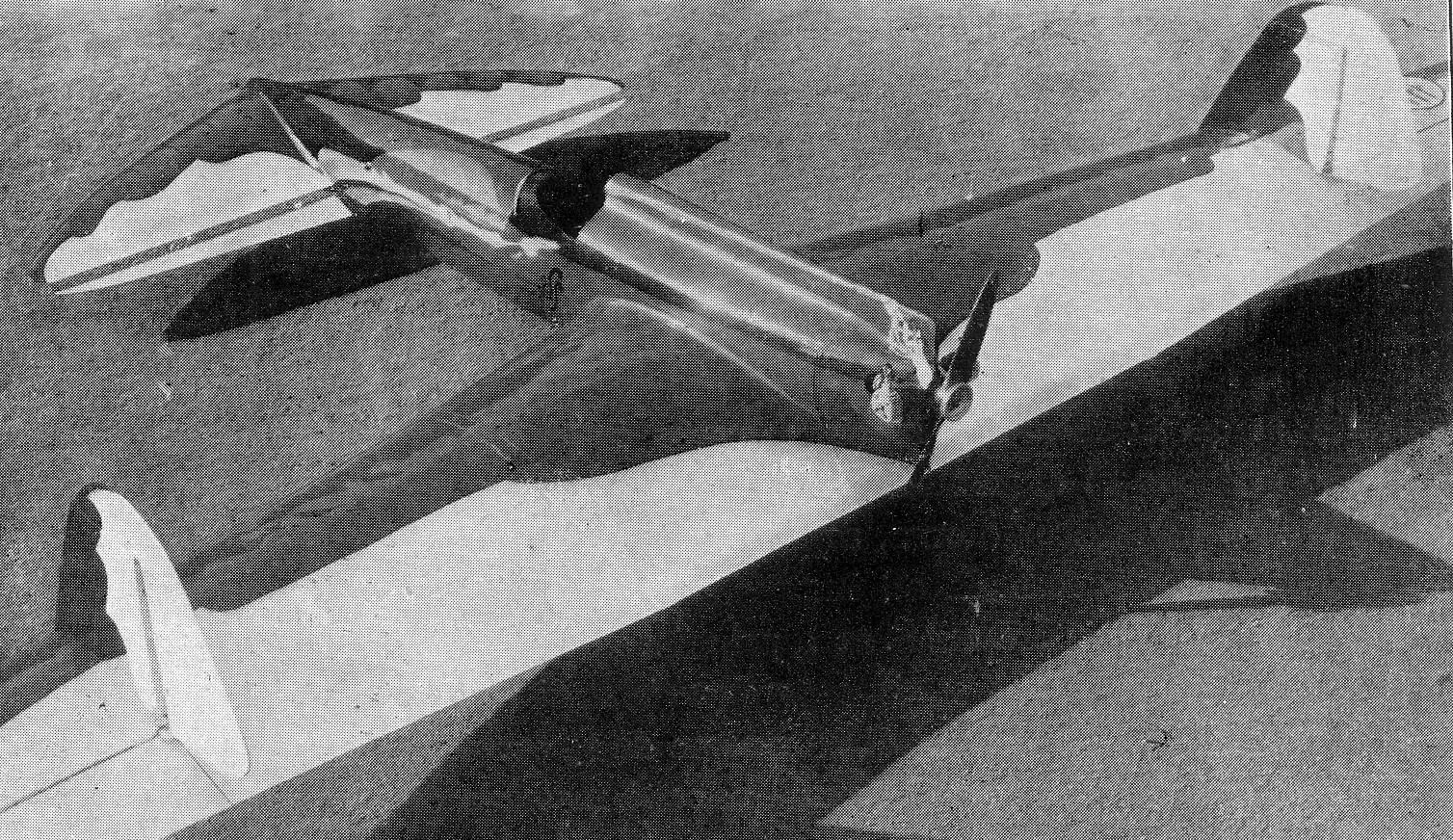
Il Sai AmbrosiniSS2 monoposto visto dall'alto

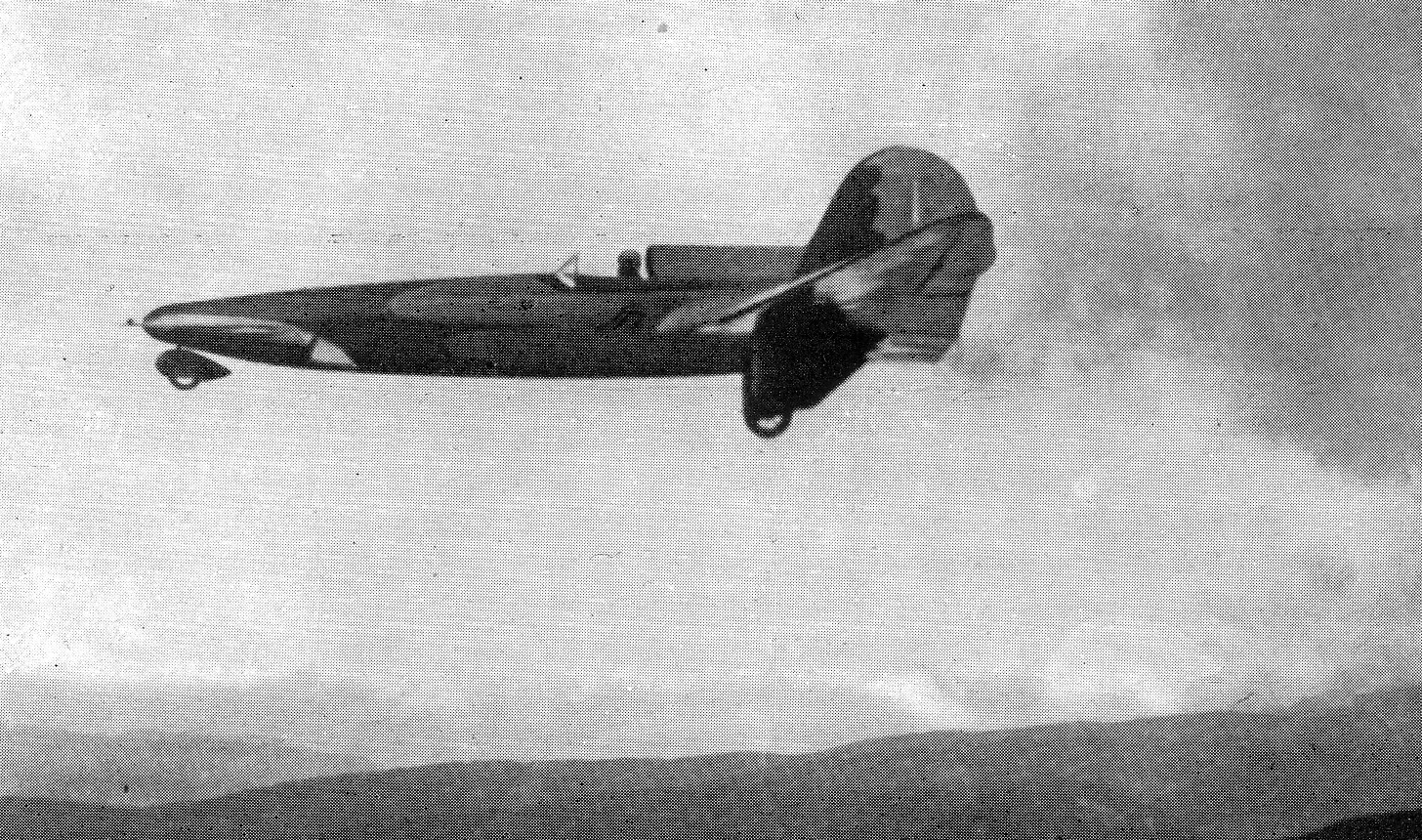
Il Sai Ambrosini SS2 in volo

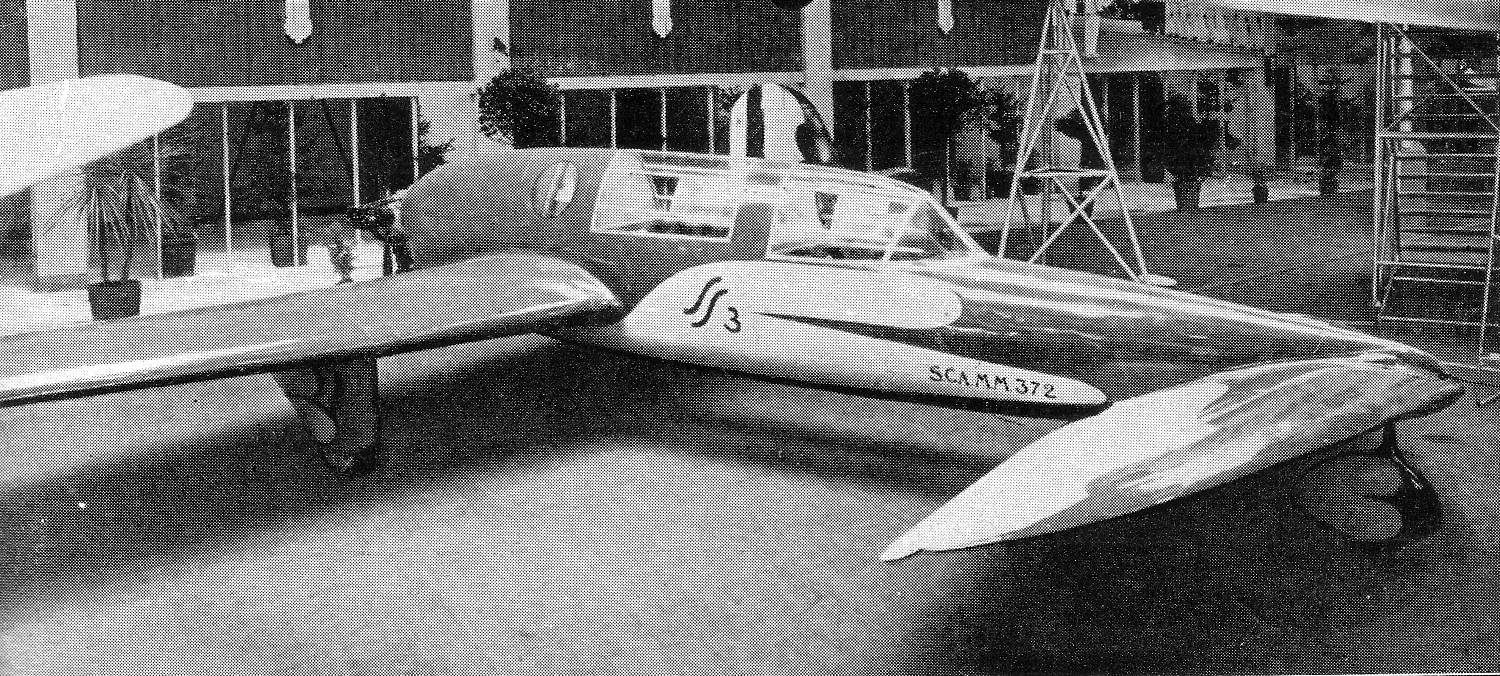
Il Sai Ambrosini SS3 a terra vista laterale

Stefanutti non immaginò le innovative caratteristiche dello S.S.4 da zero: le alette canard erano già state usate sin dagli albori dell'aviazione ed anche la configurazione "spingente" del motore era ben conosciuta (il Wright Flyer adottava già questa soluzione). La sua prima esperienza progettuale fu il modello S.S.2, un aereo leggero con ali canard, costruito presso lo Stabilimento di Costruzioni Aeronautiche della Direzione Superiore Studi ed Esperienze di Guidonia, vicino a Roma. Era un progetto semplice, ma originale, di aereo leggero che utilizzava un motore a 2 cilindri Keller da 16 cavalli. Non era stato concepito come aereo da combattimento, ma piuttosto come dimostratore tecnologico. L'S.S.2 volò per la prima volta nel 1935, ed uno dei due prototipi venne trasformato in un modello biposto con un motore CNA di 38 CV. L'esperienza maturata e la conseguente conoscenza dell'aerodinamica acquisita, consentì a Stefanutti di ideare una nuova versione, questa volta da utilizzare per compiti operativi: intercettazione e superiorità aerea. La configurazione base del nuovo modello manteneva il propulsore a elica spingente installata nella parte posteriore, le alette canard e il carrello d'atterraggio triciclo anteriore che era già stato messo a punto nei precedenti S.S.2 e S.S.3. Con l'assenso dell'ingegner Ambrosini, il titolare dell'azienda, il nuovo modello venne costruito tra il 1938 e il 1939 e denominato S.S.4.

## Tecnica
Facendo seguito alle esperienze condotte nel 1935 con il moto aliante ligneo SS.2, ed il successivo SS.3 Anitra (MM.372) biposto del 1937, l'SS.4 (MM.387) era un aereo da caccia monoposto interamente metallico con ali a freccia in configurazione canard e carrello triciclo retrattile. L'ala innovativa aveva una freccia di 20 gradi e non era presente un impennaggio di coda.
L'S.S.4 era piccolo a causa della sua configurazione canard, che necessitava di un muso aerodinamico e privo di motore per un controllo ottimale. Il flusso aerodinamico si dirigeva verso la parte posteriore dove era installato il motore e doveva essere deviato dal movimento degli elevoni, cioè appendici che fungono allo stesso tempo da elevatori e da alettoni. In queste condizioni, i comandi di volo sarebbero risultati molto pesanti da manovrare e la precisione di controllo difficile. Per correggere questo inconveniente, il motore venne spostato il più indietro possibile e questo rese necessario abolire le strutture di coda convenzionali. Gli stabilizzatori verticali vennero raddoppiati e installati sulle ali, che a loro volta vennero spostate verso il retro della fusoliera per consentire ai timoni di coda di operare più efficacemente. La presenza del propulsore in posizione arretrata forzò il progettista dell'aereo ad adottare un carrello triciclo per evitare l'urto tra il suolo e le pale dell'elica. Infatti, altri aerei in configurazione spingente come il Do-335 hanno avuto complicazioni simili nel progetto. Davanti all'ala, erano posti i canard, molto grandi e dotati di superfici di controllo in grado di compiere grosse escursioni. Iniziavano dal muso e si estendevano fino a dietro l'abitacolo. L'insieme di tutte queste caratteristiche innovative portò ad avere un progetto non convenzionale e diverso da qualsiasi standard dell'epoca.
L'aereo aveva un muso basso e corto, che forniva una eccellente visibilità al pilota, che era ulteriormente migliorata dal fatto che il tettuccio aveva una struttura semplice e con l'unica parte metallica sopra la testa. La caratteristica costituiva una grossa differenza rispetto ad altri caccia convenzionali dell'epoca, dotati di un grosso muso necessario per ospitare i motori a configurazione trainante, a terra rivolti verso l'alto a causa del carrello d'atterraggio.
L'aereo era armato con due cannoni Mauser da 20 mm e un cannone da 30 mm sistemati nel muso del caccia. anticipando di 4 anni l'impiego nella Regia Aeronautica di armi da 20 mm. Inoltre rilevante il fatto che tutti i pezzi montati sul velivolo non dovevano essere sincronizzati con elica posta anteriormente favorendo così una più alta cadenza di colpi da parte dell'arma.
La visibilità non era disturbata dai controlli canard, che erano posizionati in basso, né dall'armamento che sarebbe stato installato nel muso. In realtà, la doppia coda e l'alta fusoliera erano molto più problematiche per la visione posteriore.

## Impiego operativo

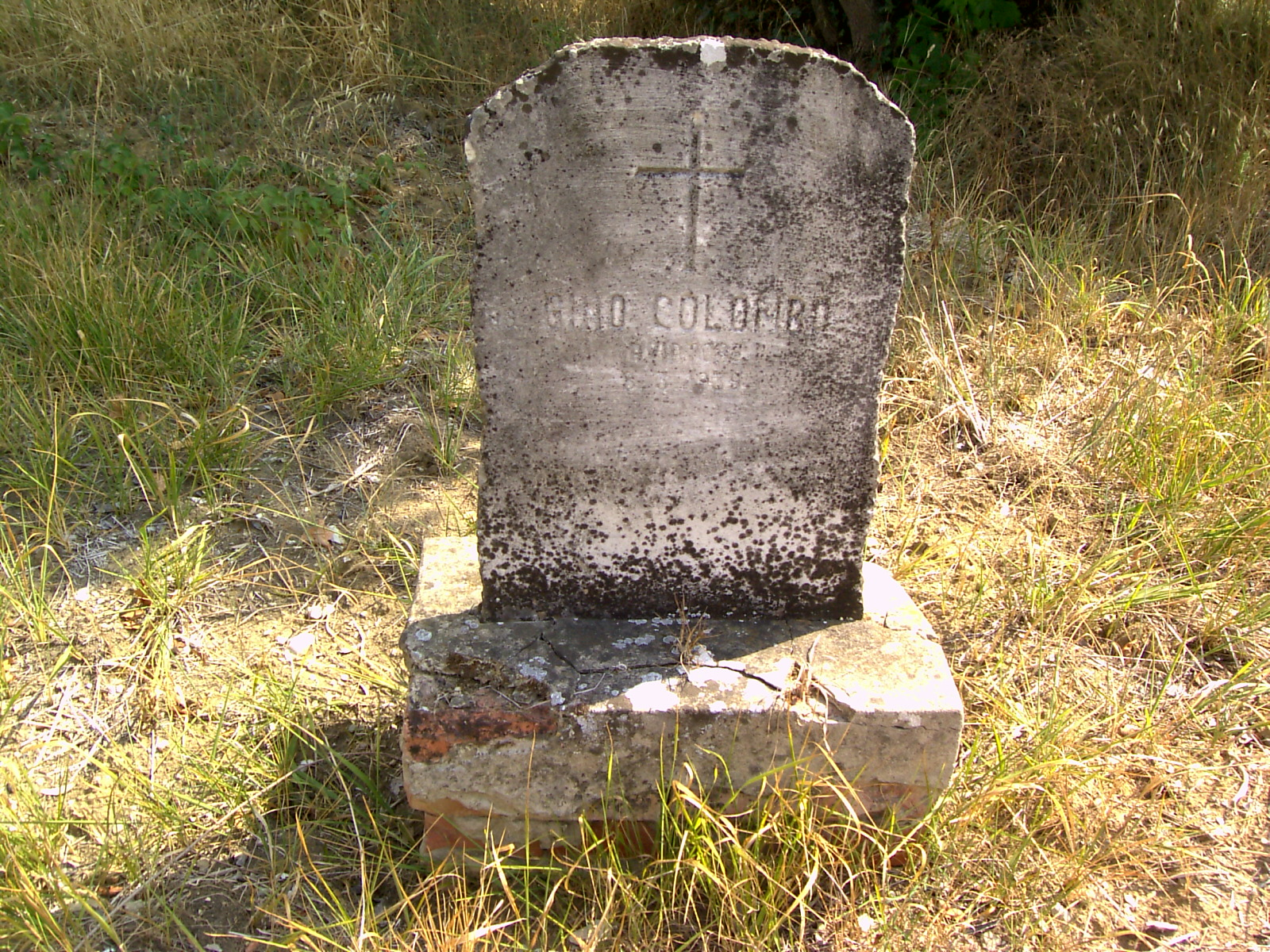
Il monumento alla memoria di Ambrogio Colombo è ancora esistente nella zona dello schianto. Viene anche riportata la sorte dell'S.S.4

Il prototipo S.S.4 venne costruito nello stabilimento della SAI-Ambrosini a Passignano sul Trasimeno, ma successivamente l'aereo venne spostato all'aeroporto Eleuteri, a Castiglione del Lago, sempre nell'area del Trasimeno. L'aereo decollò la prima volta il 7 marzo 1939. Il giorno seguente, era pianificato un trasferimento del prototipo alla base aerea di Aviano da compiersi per treno e non in volo, ma il capo collaudatore, l'ingegnere Ambrogio Colombo, volle effettuare un secondo volo di prova. Dopo un normale volo di 45 minuti, a causa di un difetto di montaggio si staccò un alettone, il che costrinse il pilota collaudatore a cercare immediatamente di atterrare. Anche se era a soli due chilometri dall'aeroporto di Eleuteri, non riuscì ad arrivare alla pista e toccò terra in piena campagna. L'atterraggio di emergenza si trasformò in incidente fatale perché l'aereo si schiantò contro un albero. Il pilota morì in quanto il motore nell'impatto venne proiettato in avanti nella cabina di pilotaggio, schiacciando l'occupante contro la parte anteriore. Un monumento a ricordo dell'incidente è ancora visibile in prossimità di una delle strade nella zona dove avvenne lo schianto.
Le indagini conclusero che l'incidente era dovuto a un difetto di fabbricazione che portò all'installazione sbagliata dell'alettone. Lo studio evidenziò inoltre le eccessive vibrazioni trasmesse dal motore alle ali.
Anche se questo insolito caccia era molto più avanzato nel progetto di qualunque aereo avesse avuto la Regia fino a quel momento e anche se era ancora elogiato per le sue caratteristiche uniche, lo sviluppo fu interrotto e gli sforzi si concentrarono sul SAI 207.

## Aspetti tecnici

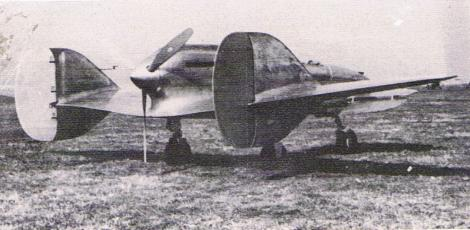
Vista posteriore

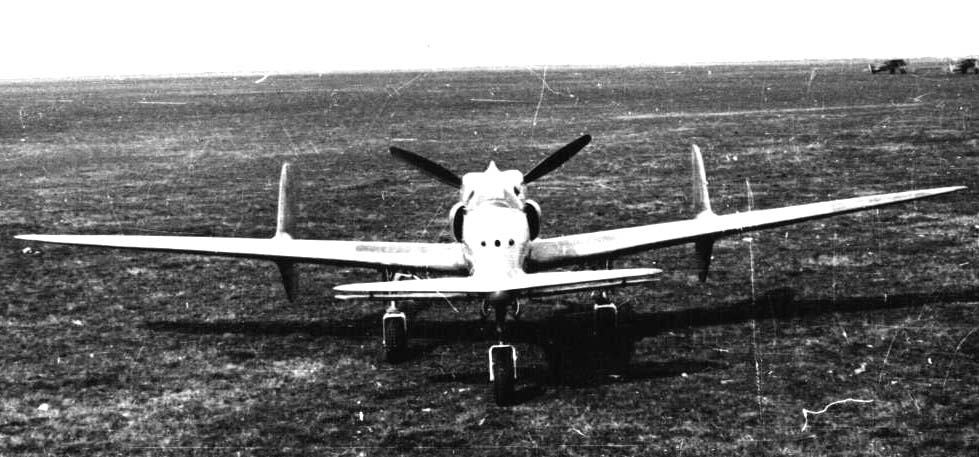
Vista anteriore

Il muso libero dal motore era liberamente occupabile dalle armi di bordo. Anche se teoricamente le superfici canard facevano prevedere un'alta agilità ed altrettanto buone caratteristiche di velocità, le prestazioni dell'S.S.4 non erano significativamente diverse da quelle di un aeroplano con configurazione classica e con un motore in linea 12 cilindri Isotta Fraschini Asso XI R.C.40 da 1000 CV.
| Ambrosini S.S.4 |                                                                                           |
| Caratteristica  | Dati                                                                                      |
| Lunghezza       | 6,75 m                                                                                    |
| Campata         | 12,32 m                                                                                   |
| Altezza         | 2,48 m                                                                                    |
| Decollo         | 2.450kg                                                                                   |
| Motore          | Motore raffreddato a liquido da 12 cilindri a V Isotta-Fraschini Asso XI RC.40 con 985 CV |
| Velocità        | 544km/h                                                                                   |
| Armamento       | 1 Cannone da 30mm, 2 mitragliatrici da 20mm                                               |
| Equipaggio      | 1                                                                                         |

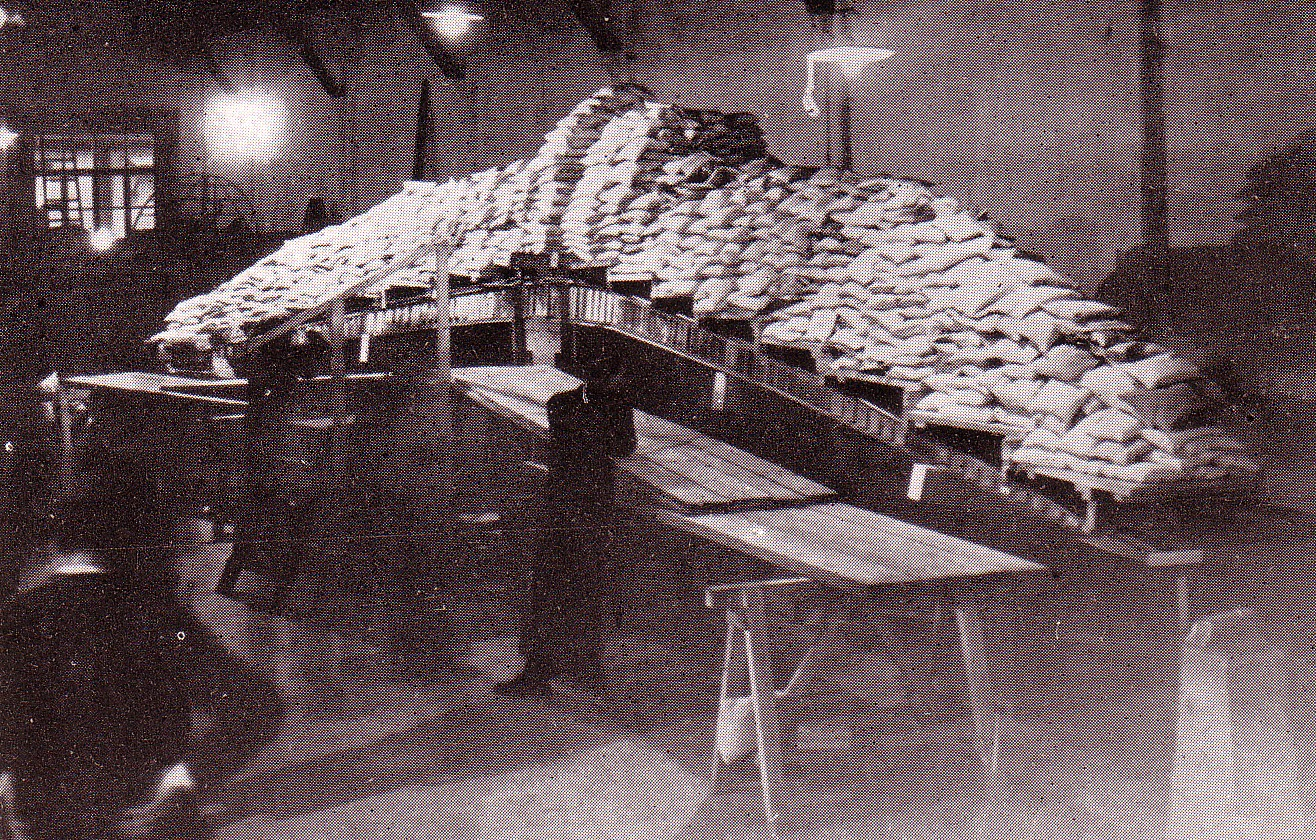
La prova statica dell'ala monoplana del SAI Ambrosini SS4

Le caratteristiche di velocità minima e massima dell'S.S.4 erano tali da giustificare la riprogettazione per reggere il confronto con altri caccia italiani. Le alette canard in questo caso dimostrarono di essere più una difficoltà che un beneficio per le prestazioni dell'aereo, e ancora una volta affiorò il dubbio dell'epoca circa l'utilizzazione di ali canard per scopi militari.

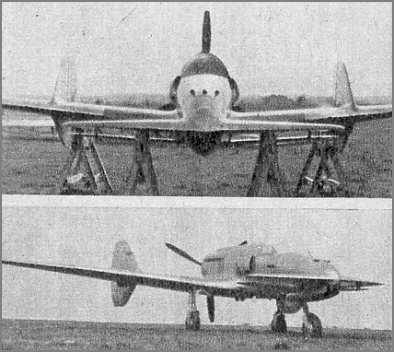
Due viste frontali con le ali Canard in evidenza

Anche le caratteristiche di sopravvivenza furono oggetto di rilievo. In caso di avaria al motore, il pilota sarebbe stato in grossa difficoltà: se si fosse lanciato fuori dall'abitacolo avrebbe rischiato di essere tagliato dall'elica posteriore, ma se avesse tentato di atterrare sarebbe stato esposto al rischio di rimanere schiacciato tra il suolo e il motore, come in effetti avvenne con il prototipo. Il motore da 600 chili non avrebbe protetto il pilota in atterraggi d'emergenza o dal fuoco antiaereo, ma invece avrebbe svolto il ruolo di un pericoloso ariete.
Altri aerei a propulsione posteriore che avevano gli stessi difetti di progetto, come il Dornier Do 335, vennero per esempio equipaggiati con dei seggiolini eiettabili.
Le migliorie apportate all'S.S.4 durante la messa a punto prima del primo volo, furono compromesse da alcuni problemi di fondo e da altre più gravi difficoltà, come il surriscaldamento del motore dovuto ad un elevato angolo di attacco, che causava interferenze aerodinamiche tra il flusso che avrebbe dovuto investire le prese d'aria e i canard posti davanti alla superficie di controllo. Un altro problema, evidenziato anche dalle indagini successive all'incidente occorso al prototipo, era costituito dalle vibrazioni trasmesse dal motore alla struttura posteriore.
La visibilità posteriore era un altro punto a svantaggio e la protezione offerta dal motore in caso da attacco da dietro, era comunque da considerare meno accettabile del pericolo rappresentato per la sopravvivenza del pilota in caso di abbandono del velivolo o di atterraggio forzato.
Solo le nuove generazioni di aerei da caccia con motore a reazione come il Saab 37 Viggen ed l'Eurofighter Typhoon sono equipaggiati con adeguati sistemi di controllo per sfruttare pienamente i vantaggi dei controlli canard.

## Le altre esperienze di Stefanutti
Dopo questa esperienza, Stefanutti si dedicò ad un aereo estremo, sebbene più convenzionale, il SAI 207. La sorte non fu favorevole neppure con questo aereo. L'S.S.4 fu solo il primo di altri caccia progettati dal Stefanutti che uccisero il pilota collaudatore. Gli altri furono lo S.107, il 207 e il 403.
Altri aerei simili all'S.S.4 furono lo Shinden giapponese e lo XP-55 statunitense. Anche se erano molto più avanzati, rimanevano progetti pieni di problemi. Più grossi e più potenti dell'S.S.4, erano assillati dalle stesse prestazioni non soddisfacenti. La tecnologie per il sistema di propulsione e per la gestione dei controlli di volo non erano ancora sufficientemente sviluppate per consentire un'efficace adozione della configurazione canard. Il sistema di propulsione ideale sarebbe stato un motore a getto e infatti vennero fatte prove con un motore di questo tipo con lo Shinden. Sarebbero stati necessari decenni prima che fossero disponibili adeguati controlli di volo gestiti da computer e in grado di gestire con il massimo del risultato la configurazione canard.

## Velivoli comparabili
Francia
- SNCASO SO-8000 Narval

 Giappone
- Kyūshū J7W

 Paesi Bassi
- Fokker D.XXIII

 Stati Uniti
- Curtiss-Wright XP-55
- Vultee XP-54